# Fissidens autoicus
Fissidens autoicus là một loài Rêu trong họ Fissidentaceae. Loài này được Thér. & Dixon mô tả khoa học đầu tiên năm 1916.